# Milanówek
Milanówek je město v Polsku v Mazovském vojvodství v okrese Grodzisk Mazowiecki, ležící 31 km na jihozápad od Varšavy. Město je součástí varšavské aglomerace. V letech 1975–1998 město administrativně náleželo do Varšavského vojvodství.
Leží ve Středomazovské nížině, přesněji na Łowicko-błońské planině.
Podle údajů z roku 2023 zde žilo 16 370 obyvatel.

## Historie
Milanówek vznikl na přelomu 19. a 20. století v důsledku pozemkovým úprav zemí náležejících Michału Lasockému, ležících podél Varšavsko-vídeňské dráhy.
Od začátku své existence byl Milanówek především letoviskem pro zámožné obyvatele Varšavy, kteří si tu stavěli luxusní domy a chalupy, v kterých se nakonec časem usadili napořád. Nejslavnějším výletníkem počátečních let byl Bolesław Prus. Stálým obyvatelem městečka byl mj. sochař Jan Szczepkowski.
V meziválečném období se rozvíjela dodnes dominující v starší části města vilová architektura. V 20. letech vznikla Centrální výzkumná stanice hedvábí, po válce přestavěna na Továrnu přírodního hedvábí „Milanówek“.
Během druhé světové války v kostele sv. Hedviky v Milanówku byla uschována urna ze srdcem Fryderyka Chopina, přenesená z Baziliky svatého kříže na Krakovském předměstí. Během Varšavského povstání se do Milanówku přestěhovaly nejdůležitější úřady Polské podzemní vlády, což mu vydobylo název "malý Londýn" a status skutečného hlavního města svobodného Polska.
V roce 1951 získal Milanówek městská práva. V roce 1961 byly hranice města rozšířeny, zahrnuta zůstala mj. vesnice Nowa Wieś (nyní je to část Milanówka nazývaná Kazimierówka). V dobách Polské lidové republiky (1952-1989) nastoupil rozvoj průmyslu, především vznik továrny stomatologických a chirurgických nástrojů „MIFAM“. Po administrativní reformě v Polsku roku 1999 se Milanówek stal jednou ze šesti gmin tvořících okres Grodzisk Mazowiecki. V roce 2004 z rozhodnutí ministra kultury se stal Milanówek sídlem Státního archivu osobní dokumentace a platů, nejmladšího mezi státními archivy.

## Milanówek v kultuře
Nejznámějším dílem velebícím Milanówek a jeho každodennost je sbírka poezie Západ slunce v Milanówku (pl. Zachód słońca w Milanówku) Jarosława Marka Rymkiewicze, vyznamenaný literární cenou Nike v roce 2003. Milovníci hudby možná pamatují píseň Hanny Banaszak Jahody v Milanówku (pl. Truskawki w Milanówku) – autor textu Wojciech Młynarski.

## Struktura území
Podle informací k 2002 měl Milanówek rozměr 13,52 km², z toho:
- Využití zemědělské: 46%
- Využití lesního hospodářství: 3%

Město představuje 3,69% z celkového povrchu okresu.

### Demografie
Podle informací Hlavního statistického úřadu (GUS) z 31. prosince 2008:
| Popis                       | Celkem | Celkem | Ženy  | Ženy  | Muži  | Muži  |
| --------------------------- | ------ | ------ | ----- | ----- | ----- | ----- |
| Jednotka                    | osob   | %      | osob  | %     | osob  | %     |
| Populace                    | 15 858 | 100    | 8391  | 53    | 7467  | 47    |
| Hustota populace (osob/km²) | 378,4  | 378,4  | 201,1 | 201,1 | 177,3 | 177,3 |

Podle dat z roku 2002 průměrný plat obyvatele činí 1460,08 zł.

## Osoby spojené s městem
- Jerzy Bralczyk – jazykovědec, univerzitní učitel[5]
- Franciszek Bronikowski – předválečný olympijský reprezentant ve veslování[6]
- Zbigniew Bujak – polský politik, opoziční aktivista v dobách PRL, poslanec Sejmu v letech 1989-1991 a 1991-1993
- Wojciech Burszta – kulturní antropolog, kulturolog, esejista[7]
- Tadeusz Chyliński – konstruktér předválečných letadel RWD, spolutvůrce první polské helikoptéry BŻ-1 GIL[8]
- Paweł Dłużewski – satirik a podnikatel[9]
- Nina Gąsowska – malířka [10]
- Bogusław Gierajewski – lehkoatlet, dvojnásobný olympijský reprezentant[6]
- Edyta Górniak – písničkářka[11]
- Katarzyna Grochola – spisovatelka[12]
- Krystyna Janda – herečka, fejetonistka, zakladatelka a ředitelka Divadla Polonia[13]
- Wojciech Jóźwiak – astrolog, věštec z tarokových karet, autor velkého množství knih o astrologii[14]
- Anna Kalata – ministryně práce a sociální péče v letech 2006-2007[15]
- Edward Kłosiński – kameraman, manžel Krystyny Jandy[13]
- Katarzyna Pakosińska – komička a novinářka, spoluzakladatelka Kabaretu morálního nepokoje[16]
- Jarosław Marek Rymkiewicz – básník, prozaik, esejista, laureát literární ceny Nike[17]
- Maciej Słomczyński – spisovatel a překladatel[18]
- Dorota Stalińska – filmová a divadelní herečka[19]
- Włodzimierz Szaranowicz - sportovní novinář[20]
- Jan Szczepkowski – malíř a sochař[21]
- Andrzej Zaorski – herec a komik[22]
- Marcin Dorociński – divadelní, filmový a televizní herec.

## Památky
Mezi památky Milanówku patří Farní kostel sv. Hedviky, vilový komplex Turczynek, hrob vojáků z období druhé světové války a mnoho dalších vil z let 1896 – 1945, mj. „ Potęga“, „Matulinek“, „Hygea“, „Borówka“. Všechny tyto památky jsou zapsány do seznamu kulturních památek (26 položek). 388 předválečných vil a další hodnotné zástavby v střední části Milanówku byly zapsány jako „urbanistický a krajinný celek“ do seznamu kulturních památek. Početné vily a penzióny tvoří genia loci Milanówku a mají určující vliv na jeho ráz.

## Náboženství
V Milanówku se nachází dva katolické kostely, náležející do Varšavské arcidiecéze. Potřeby věřících v severní část města zajišťuje Farní kostel sv. Hedviky Slezské, a jižní Farní kostel Bolestné Matky Boží. Kromě toho se v Milanówku nachází sál Království Svědků Jehovových. Věřící jiných náboženství navštěvují modlitebny a kostely v jiných městech.

## Sport
V Milanówku existuje silná sportovní tradice v mnoha sportovních odvětvích jako je fotbal („KS Milan Milanówek“, 5. liga), basketbal („UKS“, 3. liga), rychlobruslení (3. místo v národním žebříčku), sportovní střelba (střelnice), šachy (šachový klub „Jedwabnik“), tenis (kurty, v září „Otevřené mistrovství Milanówku“), tanec (taneční soubor „Twist“), lehká atletika (trénuje zde Katarzyna Panejko-Wanat, která dvakrát zvítězila v akademickém mistrovství Polska v maratónu).

## Vzdělání
Na území města se nachází pět národních škol (z toho 3 státní a 2 soukromé), tři 2. stupně základních škol (z toho 2 státní a 1 soukromá), dvě sdružení místních středních škol a gymnázium.
Nejstarší školou ve městě je 100 let staré Sdružení gminských škol č. 1 P. Petra Skargy (nyní v novém komplexu budov).

## Doprava
Silniční

Milanówek leží u vojvodské silnice číslo 719 vedoucí z Varšavy (výjezd Alejemi Jerozolimskými) do Żyrardówa. Podle plánů Generálního vedení státních silnic a dálnic má brzy vést přes území města úsek dálnice A2. Nejbližší dálniční nájezd bude však až v Tłustém.
Železniční

Městem vedou dvě železniční tratě. První tratí je PKP, na které je umístěna železniční zastávka Milanówek. Zastavují tu všechny vlaky osobního dopravce Koleje Mazowieckie jedoucí z Varšavy do Grodzisku Mazowieckého, Żyrardówa a Skierniewic. Druhou tratí je WKD – na území Milanówku se nachází tři zastávky (Brzózki, Polesie, Milanówek Grudów). Posledně jmenovaná zastávka je poslední zastávkou na jedné z tras linie.
Letecká

Nejbližším letištěm je letiště Varšava-Okęcie ve varšavské čtvrti Okęcie.

## Seznam čtvrtí
- Gospodarska
- Inżynierska
- Jedwabnik
- Królewska
- Okólna
- Wojska Polskiego
- "Berliny"
- "TBS" (Towarzystwo Budownictwa Społecznego)

## Administrace
- Okresní soud: Grodzisk Mazowiecki
- Okresní státní zastupitelství: Grodzisk Mazowiecki
- Finanční úřad: Grodzisk Mazowiecki
- Nadlesnictví: Chojnów